# Andrea Bonetti
Andrea Bonetti (Brescia, 15 ottobre 1946) è un politico italiano.

## Biografia

### Famiglia e Studi
Figlio di Teresa Di Leo e di Miro Bonetti, fondatore e segretario dell'Unione Provinciale Artigiani iscritto al Famedio di Brescia nel 2017.
Dopo il diploma in Ragioneria nel 1966, si laurea in Economia e Commercio all'Università di Padova nel 1970 con la tesi Problemi della legislazione antimonopolistica, relatore On. Prof. Mario Segni.
Nel 1971 parte per il servizio di leva e si congeda, con il grado di Sottotenente di Artiglieria nel 1972.

### Attività professionali
Dal 1970 al 2010 ricopre il ruolo di presidente di Soa Pmi Lombardia S.p.a., Pmi Lombardia Servizi, HIG - Holding di Investimenti e Gestioni S.p.A., Enerhig S.r.l. Nel settore bancario ha fondato la Banca Artigianato e Industria e da Presidente della “Fin-P SpA”, società esercente attività finanziaria, ne ha promosso la trasformazione in “Banca Santa Giulia SpA” di cui ne è stato Presidente fino al 2010.

### Attività istituzionale e politica

#### Comune di Brescia
Alle elezioni amministrative di Brescia del 8-9 giugno 1980 viene eletto in Consiglio Comunale ed è membro della commissione urbanistica. Ricopre il ruolo di Revisore dei conti della Azienda dei Servizi Municipalizzati, di Consigliere dell’Ortomercato e delle Farmacie comunali. 
Alle elezioni amministrative di Brescia del 13-14 aprile 2008 viene rieletto in Consiglio comunale, dove è Capogruppo dell’UDC che sostiene il Sindaco On. Adriano Paroli

#### Camera dei deputati
Dal 1983 al 1990 è stato Deputato alla Camera, eletto nella Circoscrizione di Brescia-Bergamo. Ha fatto parte della Commissione Difesa della Camera.

#### Parlamento europeo
Nel 1989 è stato eletto deputato europeo nella Circoscrizione Nord-Ovest (Lombardia - Piemonte - Liguria – Valle d'Aosta. È stato Presidente della Delegazione della Democrazia Cristiana italiana al Parlamento Europeo; presidente della Delegazione del Parlamento Europeo per le relazioni con gli Stati del Golfo: membro delle Commissioni del Parlamento Europeo: Problemi economici e monetari; Politica industriale; Affari Esteri e Sicurezza; Fondatore e Consigliere della “Fondation pour la Cooperation des Démocrates Chrétiens d’Europe” costituita con Decreto del Granduca di Lussemburgo nel 1990. Termina il mandato all'Europarlamento nel 1994.

## Altri incarichi
- Nel 1983 Direttore dell'Unione Provinciale dell'Artigianato Confartigianato di Brescia.

- Dal 1989 al 2001 Presidente dell'Unione Provinciale dell'Artigianato Confartigianato di Brescia.

- Dal 1990 al 1998 Presidente della Federazione Regionale Artigianato Lombardo-Confartigianato Lombardia.

- Dal 1999 al 2002 Presidente dell’ U.E.A.P.M.E - Unione Europea dell’Artigianato e delle Piccole e Medie Imprese.

- Dal 2010 Presidente della Fondazione Universitaria Milziade Tirandi.